# Université Rice
Pour les articles homonymes, voir Rice.
L'université Rice (en anglais : Rice University) est une université de recherche américaine privée, située à Houston (Texas). Elle se trouve dans le Museum District de la ville et est adjacente au Texas Medical Center. Elle a été fondée par William Marsh Rice (en) en 1891 sous le nom The William Marsh Rice Institute for the Advancement of Letters, Science, and Art, et a été inaugurée en 1912 avec Edgar Odell Lovett pour premier président.
Le sommet du G7 1990 y est organisé.

## Création

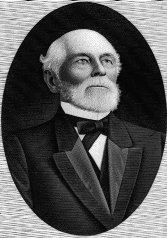
Les legs du millionnaire William Marsh Rice ont permis la création de l'Institut portant son nom.

L'histoire de l'Université Rice débute par la mort inattendue d'un homme d'affaires du Massachusetts, William Marsh Rice, qui avait fait fortune dans l'immobilier, le chemin de fer et le trafic du coton au Texas. En 1891, Rice avait décidé de subventionner un institut d'enseignement gratuit à Houston, qui porterait son nom : à sa mort, toutes ses propriétés devaient être vendues pour financer ce projet. Le testament de Rice précisait que l'institution devait « être du plus haut rang » et que seuls des étudiants blancs y seraient admis. Lorsqu'au matin du 23 septembre 1900, Rice, âgé 84 ans, fut découvert mort par son valet, Charles F. Jones, la police supposa qu'il était mort dans son sommeil ; mais quelque temps plus tard, un chèque d'un montant respectable au nom de l'avocat new-yorkais de Rice fut refusé à l'encaissement, car il comportait une faute dans l'écriture du nom du bénéficiaire. Interrogé sur cette anomalie, l'avocat, Albert T. Patrick, précisa que Rice avait changé son testament en sa faveur, et renoncé à créer un institut. Un ami de Rice, le capitaine James A. Baker, établit que la signature du chèque avait été imitée. L'enquête menée par le District Attorney de New York se conclut par l'arrestation de Patrick et du valet de Rice, Charles F. Jones, qui avait été soudoyé pour administrer du chloroforme à son employeur. Jones fut relaxé pour avoir coopéré avec le procureur de l’État, et témoigné contre Patrick. Ce dernier fut condamné pour vol et assassinat prémédité en 1901, mais fut relaxé à son tour en 1912 par suite de contradictions dans les expertises médicales. Entre-temps, Baker fit appliquer le testament authentique et la fortune de Rice, évaluée à 4.6 millions de $ en 1904, fut investie pour fonder l'Institut Rice, embryon de la future Université. Le conseil de succession prit la gestion des biens le 29 avril 1904.
En 1907, le directoire recruta un chef de Département de Mathématiques et d'Astronomie de l'Université de Princeton, Edgar Odell Lovett, pour organiser la nouvelle école. Il avait été recommandé par le président de Princeton, Woodrow Wilson. En 1908, Lovett accepta cette offre, et devint ainsi le premier président de l'Institut le 12 octobre 1912. Lovett réfléchit longuement à l'organisation du futur établissement et visita notamment 78 institutions d'enseignement supérieur du mode entier entre 1908 et 1909. De cette tournée, Lovett retint la qualité de l'architecture de l’université de Pennsylvanie, et le système des collèges de l'Université de Cambridge en Angleterre. Lovett proposa d'instituer « une université d'élite (...) vouée aux arts libéraux autant qu’à la technique, à la recherche autant qu’à l'enseignement (...) [Nous devons], déclara-t-il, maintenir un niveau élevé et conserver des effectifs modestes. Les professeurs les plus illustres doivent assurer leur part dans le premier cycle, et y insuffler tout leur enthousiasme. »

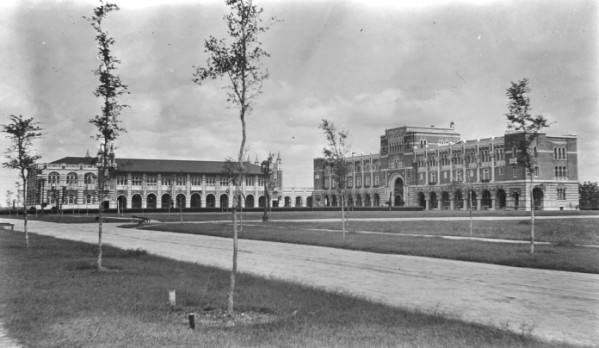
L’université Rice.

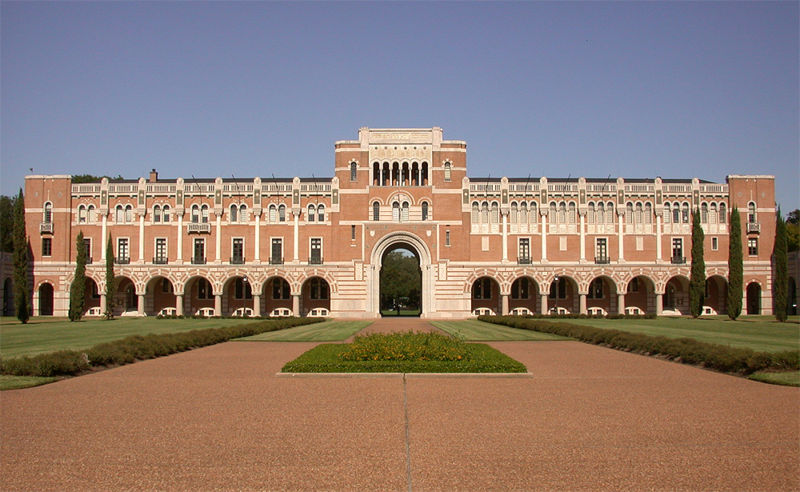
Lovett Hall, à l'université Rice.

## Développement
En 1911 donc, les fondations du premier bâtiment de l'Institut, le hall d'accueil (aujourd'hui Lovett Hall en honneur au fondateur), étaient posées. Le 23 septembre 1912, exactement 12 ans jour pour jour après l'assassinat de William M. Rice, l'établissement ouvrait ses portes à 59 étudiants, depuis célébrés comme les « 59 immortels », et une douzaine de professeurs. 18 autres étudiants les rejoignirent en cours d'année, portant les classes de Rice à 77, 48 hommes et 29 femmes. Rice acceptait en effet les étudiants des deux sexes indistinctement, ce qui était exceptionnel à l'époque, mais les cours étaient séparés et ne seront regroupés qu'à partir de 1957.

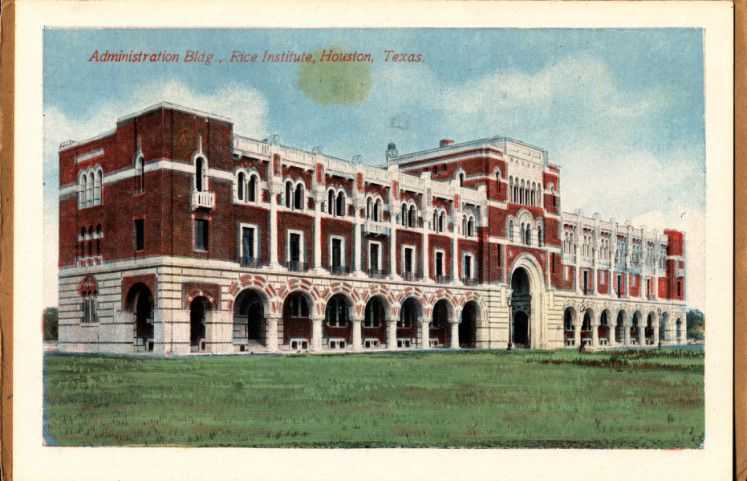
Le hall d'accueil (carte postale, années 1910) abrite l'administration de l'université.

Conformément aux dernières volontés de William Marsh Rice et au règlement initial de l'Institut, les étudiants étudiaient gratuitement, mais le niveau des cours était très élevé et près de la moitié échoua aux examens du premier semestre 1912. Lors de la première cérémonie de remise des diplômes, le 12 juin 1916, Rice délivra 35 licences et une seule maîtrise. C'est cette année-là que le conseil des étudiants décida d'adopter le système des mentions qui persiste aujourd'hui. Rice délivra son premier diplôme de doctorat en 1918 au mathématicien Hubert Evelyn Bray.
La statue en bronze du fondateur, William Marsh Rice, a été inaugurée en 1930, et placée au centre de la cour face au Lovett Hall. Elle est l’œuvre de John Angel.
Au cours de la Seconde Guerre mondiale, l’Institut Rice s'impliqua, parmi 131 autres universités au  V-12 Navy College Training Program, qui proposaient une bourse de l'US Navy.
Le système des collèges, proposé par Lovett, ne fut adopté qu'en 1958 : la résidence d'East Hall devint le « Baker College », celle de South Hall le « Will Rice College », celle de West Hall : « Hanszen College », et enfin Wiess Hall devint le « Wiess College. »

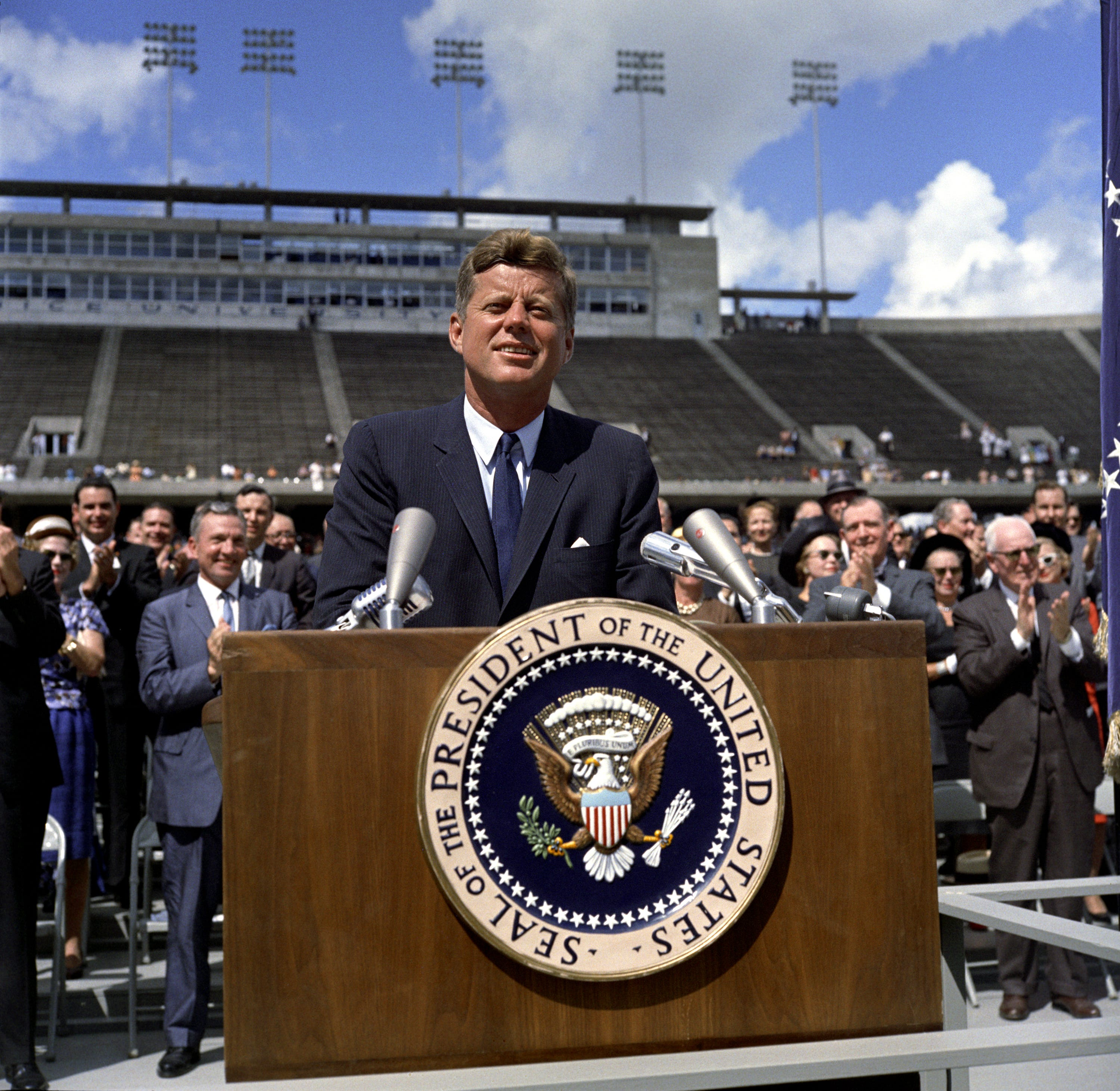
John F. Kennedy prononçant une allocution au stade de Rice en 1962.

L'université Rice a servi d'intermédiaire dans la cession de terrains de Humble Oil and Refining Co. à la NASA, qui a permis la création du Centre des vaisseaux télécommandés de la NASA en 1962. C'est dans le stadium de l'université que le Président John F. Kennedy a prononcé un discours par lequel il renouvelait la promesse d'atteindre la Lune avant la fin de la décennie. Depuis, la NASA a toujours noué des liens particuliers avec l'Université Rice et la ville de Houston.
Pendant les quarante première années de l'établissement, jusqu'en 1957, le logement sur le campus était exclusivement réservé aux hommes. Les premières résidences pour jeunes femmes ont été Jones College puis Brown College. Ces collèges auraient été construits intentionnellement aux confins du campus pour en préserver les espaces naturels, forts prisés d'Edgar Odell Lovett, qui avait même refusé qu'on y installe des bancs de peur qu'ils « favorisent la fraternisation entre les sexes. »

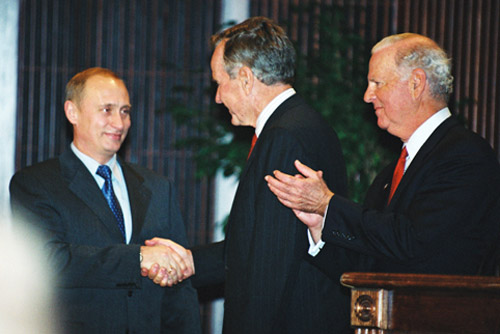
George H.W. Bush accueille Vladimir Poutine à l'université Rice en 2001.

## OpenStax
OpenStax (anciennement OpenStax College) est une initiative technologique éducative à but non lucratif initiée par l'université Rice. Depuis 2012, OpenStax a créé des manuels scolaires évalués par des pairs et sous licence ouverte, disponibles en format numérique gratuit et en version imprimée à faible coût. La plupart des livres sont également disponibles en version Kindle sur Amazon.com et dans l'iBooks Store. OpenStax a également lancé la version bêta d'OpenStax Tutor, un didacticiel adaptatif basé sur les principes des sciences cognitives, l'apprentissage automatique et le contenu d'OpenStax.
OpenStax a été initialement financé par la Fondation Bill-et-Melinda-Gates, la Fondation William et Flora Hewlett, la Fondation Michelson 20MM et la Fondation Maxfield. Tout le contenu des manuels scolaires est sous licence Creative Commons ; plus précisément, les livres sont disponibles sous la licence CC-BY (sauf pour Calculus, qui est CC BY-NC-SA), ce qui signifie que les enseignants peuvent utiliser, adapter et remixer le contenu, à condition de créditer OpenStax.

## Sports
L'université est présente dans de nombreux sports sous le nom de Owls de Rice en National Collegiate Athletic Association (NCAA) au sein de la Conference USA.

## Personnalités liées à l'université

### Étudiants
- Mary Shaw (1943-), ingénieure en logiciel américaine et professeure d'informatique.